# Поремби (гміна Біла)
Поремби (пол. Poręby) — село в Польщі, у гміні Біла Велюнського повіту Лодзинського воєводства.